# Keiichirō Nuno
Keiichirō Nuno (japanisch 布 啓一郎 Nuno Keiichirō; * 21. Dezember 1960 in der Präfektur Chiba) ist ein japanischer Fußballtrainer.

## Karriere
Nuno erlernte das Fußballspielen in der Schulmannschaft der Chiba Higashi High School und der Universitätsmannschaft der Nippon Sport Science University. 1984 wurde Nuno Trainer der Funabashi High School. Von 2003 bis 2004 trainierte Nuno die U-17-Juniorinnennationalmannschaft. Von 2009 bis 2010 trainierte Nuno die U-20-Nationalmannschaft. Von 2015 bis 2017 war er der Co-Trainer des J2-League-Vereins Fagiano Okayama. 2018 wurde Nuno Trainer von Thespakusatsu Gunma. 2020 wechselte er zu Matsumoto Yamaga FC.
Im Mai 2021 wechselte er zum FC Imabari. Anschließend übernahm er im Februar 2022 die Trainerrolle bei Vonds Ichihara, wo er bis Januar 2024 blieb. Danach wechselte Nuno im Februar 2024 zu Nagano Parceiro, wo er als Co-Trainer tätig ist.